# Portunus monspeliensis
Il Portunus monspeliensis H. Milne-Edwards 1860 è un crostaceo decapode marino estinto appartenente alla famiglia Portunidae. Vissuto tra i 55,8 e i 12,7 Ma, i suoi fossili sono stati rinvenuti in Europa, in Austria e Ungheria risalenti al Miocene, in Italia all'Eocene.